# شاخی‌پرسرخس‌واران
شاخی‌پرسرخس‌واران (نام علمی: Ceratopteridoideae) نام یک زیرخانواده از تیره پرسرخسیان است.